# Baeocrara
Genre
Baeocrara est un genre de coléoptères de la famille des Ptiliidae.

## Liste d'espèces
Selon Catalogue of Life (27 février 2021) :
- Baeocrara andrewesi (Johnson, 1986)
- Baeocrara japonica (Matthews, A., 1884)
- Baeocrara parvula (Johnson, 1986)
- Baeocrara tshiaberimuensis (Johnson, 1986)
- Baeocrara vaga (Johnson, 1986)
- Baeocrara variolosa (Mulsant & Rey, 1861)